# Notre-Dame-d'Estrées-Corbon
Notre-Dame-d'Estrées-Corbon is een gemeente in het Franse departement Calvados in de regio Normandië en het arrondissement Lisieux. De gemeente telde 198 inwoners op 1 januari 2022.

## Geschiedenis
De gemeente ontstond op 1 januari 2015 door de fusie van de voormalige gemeenten Notre-Dame-d'Estrées en Corbon.

## Geografie
De oppervlakte van Notre-Dame-d'Estrées-Corbon bedraagt 11,52 vierkante kilometer; Op 1 januari 2022 was de bevolkingsdichtheid 17,2 inwoners per km².
De onderstaande kaart toont de ligging van Notre-Dame-d'Estrées-Corbon met de belangrijkste infrastructuur en aangrenzende gemeenten.

## Demografie
Onderstaande figuur toont het verloop van het inwonertal.
Vanwege een beveiligingsprobleem met de MediaWiki Graph-software is het momenteel niet mogelijk deze grafiek weer te geven. Zodra de software is bijgewerkt zal de grafiek vanzelf weer zichtbaar worden.
Auvillars · Beaufour-Druval · Belle Vie en Auge · Beuvron-en-Auge · La Boissière · Bonnebosq · Cambremer · Castillon-en-Auge · Condé-sur-Ifs · Drubec · Formentin · Le Fournet · Gerrots · Hotot-en-Auge · La Houblonnière · Léaupartie · Lessard-et-le-Chêne · Manerbe · Méry-Bissières-en-Auge · Le Mesnil-Eudes · Le Mesnil-Simon · Mézidon Vallée d'Auge · Les Monceaux · Montreuil-en-Auge · Notre-Dame-d'Estrées-Corbon · Notre-Dame-de-Livaye · Le Pré-d'Auge · Prêtreville · Repentigny · La Roque-Baignard · Rumesnil · Saint-Désir · Saint-Germain-de-Livet · Saint-Jean-de-Livet · Saint-Martin-de-Mailloc · Saint-Ouen-le-Pin · Saint-Pierre-des-Ifs · Valsemé · Victot-Pontfol